# Johann Bernhard Klombeck
Johann Bernhard Klombeck, né le 1er juillet 1815 à Clèves où il est mort le 28 novembre 1893, est un peintre paysagiste germano-néerlandais.

## Biographie
Johann Bernhard Klombec grandit dans la zone frontalière germano-néerlandaise. Ses parents sont le maître tailleur Heinrich Klombeck de Clèves et son épouse Marianne Tinthoff, demi-soeur du peintre Matthias Tinthoff. C'est cet oncle qui enseigne au jeune Johann Bernhard Klombeck les bases de la peinture et lui donne ses premiers cours.
En 1834, il devient élève de Barend Cornelis Koekkoek à Clèves et est considéré comme son élève le plus talentueux. Il s'investit dans des peintures de vallées, de rivières et de paysages ouverts comportant du bétail et quelques personnages.
Klombeck aprésente ses premières expositions dans sa ville natale de Clèves et à Nimègue. Entre 1843 et 1856, rejoignent les expositions à Amsterdam, Rotterdam, La Haye, Dresde et Berlin.
Klombeck était un peintre romantique. Il succède à Koekkoek, décédé en 1862, à la tête de l'académie des beaux-arts de Clèves. Il effectue plusieurs collaborations artistiques avec Eugène Verboeckhoven pour agrémenter ses tableaux, ainsi qu'avec Alexander Joseph Daiwaille et Willem Bodeman.

## Œuvre
Il a trouvé ses motifs dans les paysages du Bas-Rhin et des Pays-Bas voisins. Il s'agissait pour la plupart de motifs transfigurés de manière romantique, avec des chênes noueux ou des ruines de châteaux qui attiraient le regard. Les formations nuageuses dramatiques sont également devenues ses caractéristiques stylistiques.
Au plus fort de sa période créative, il rencontre le peintre belge d'animaux et de personnages Eugène Verboeckhoven. En collaboration avec Verboeckhoven, des peintures de paysages ont été créées, « animées » par des personnages et des animaux. Ces œuvres étaient pour la plupart signées par les deux artistes.
En plus des œuvres à l'huile sur toile, de nombreuses œuvres à l'huile sur bois ont également été créées. Klombeck signait souvent simplement JBK, parfois au milieu, en bas de ses œuvres. Des œuvres importantes de Klombeck ont atteint des prix supérieurs à 100 000 euros lors de ventes aux enchères en Allemagne et à l'étranger.

## Galerie

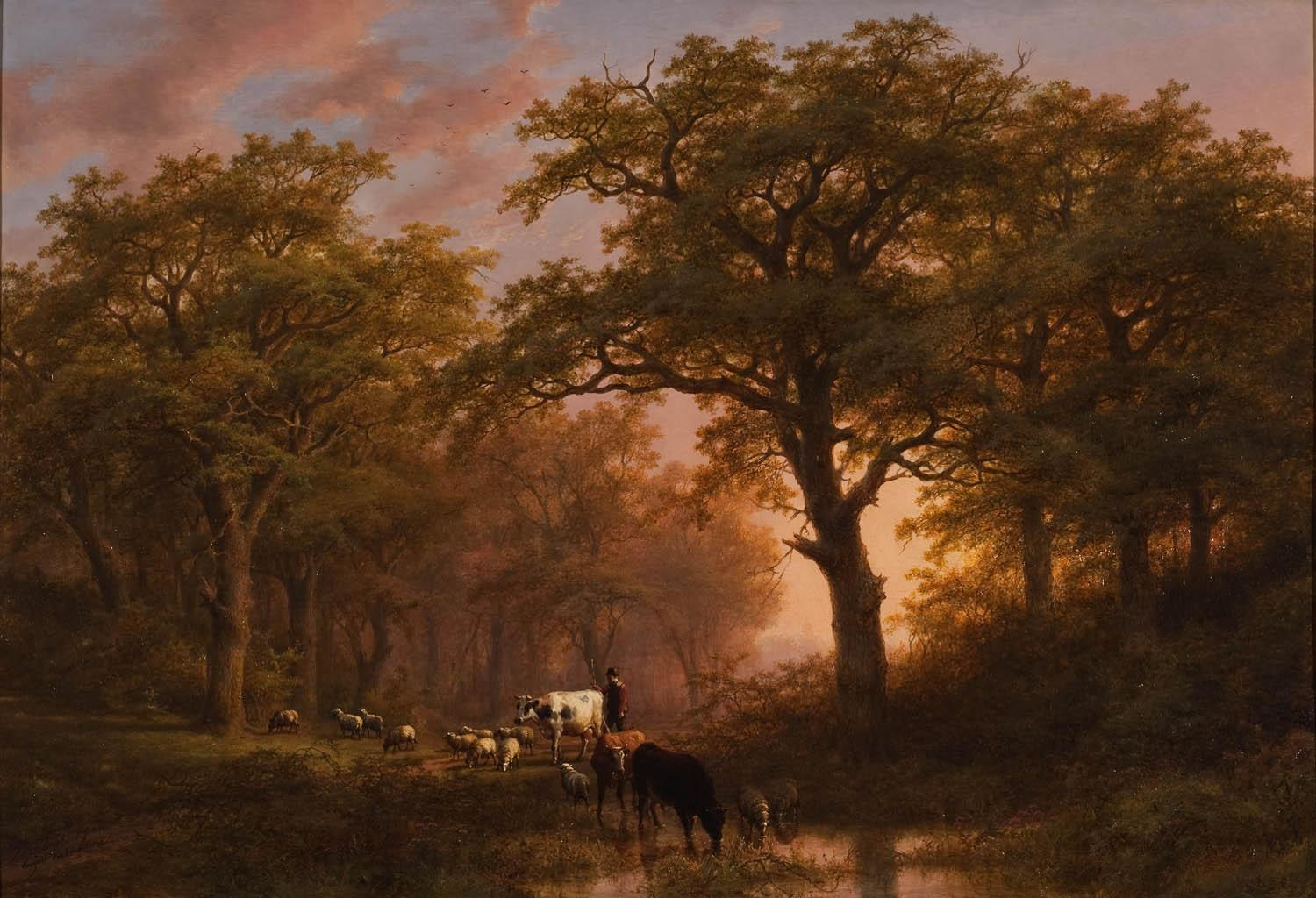
Paysage d'été avec du bétail (1870, avec Eugène Verboeckhoven)
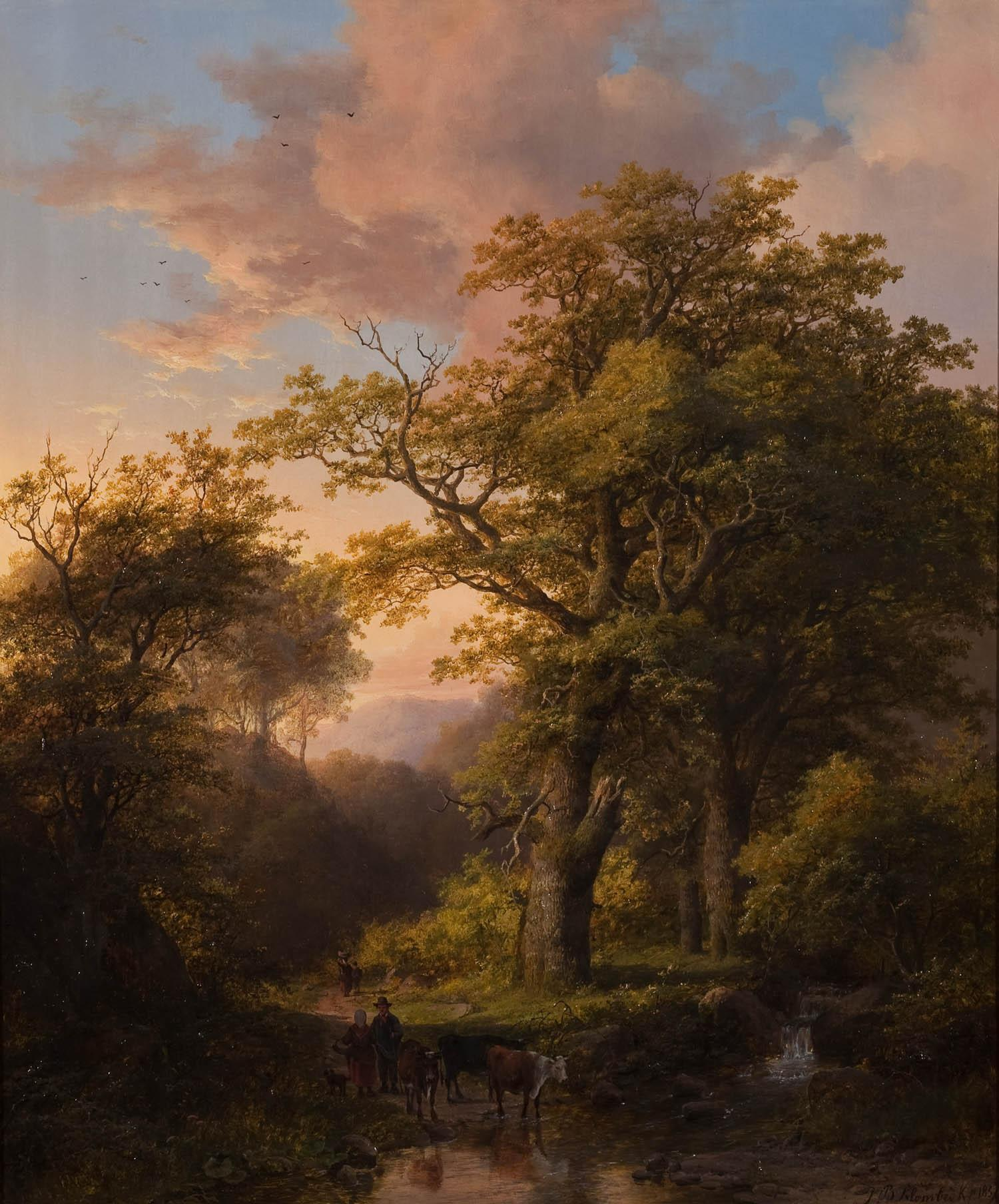
Scène forestière (1857)
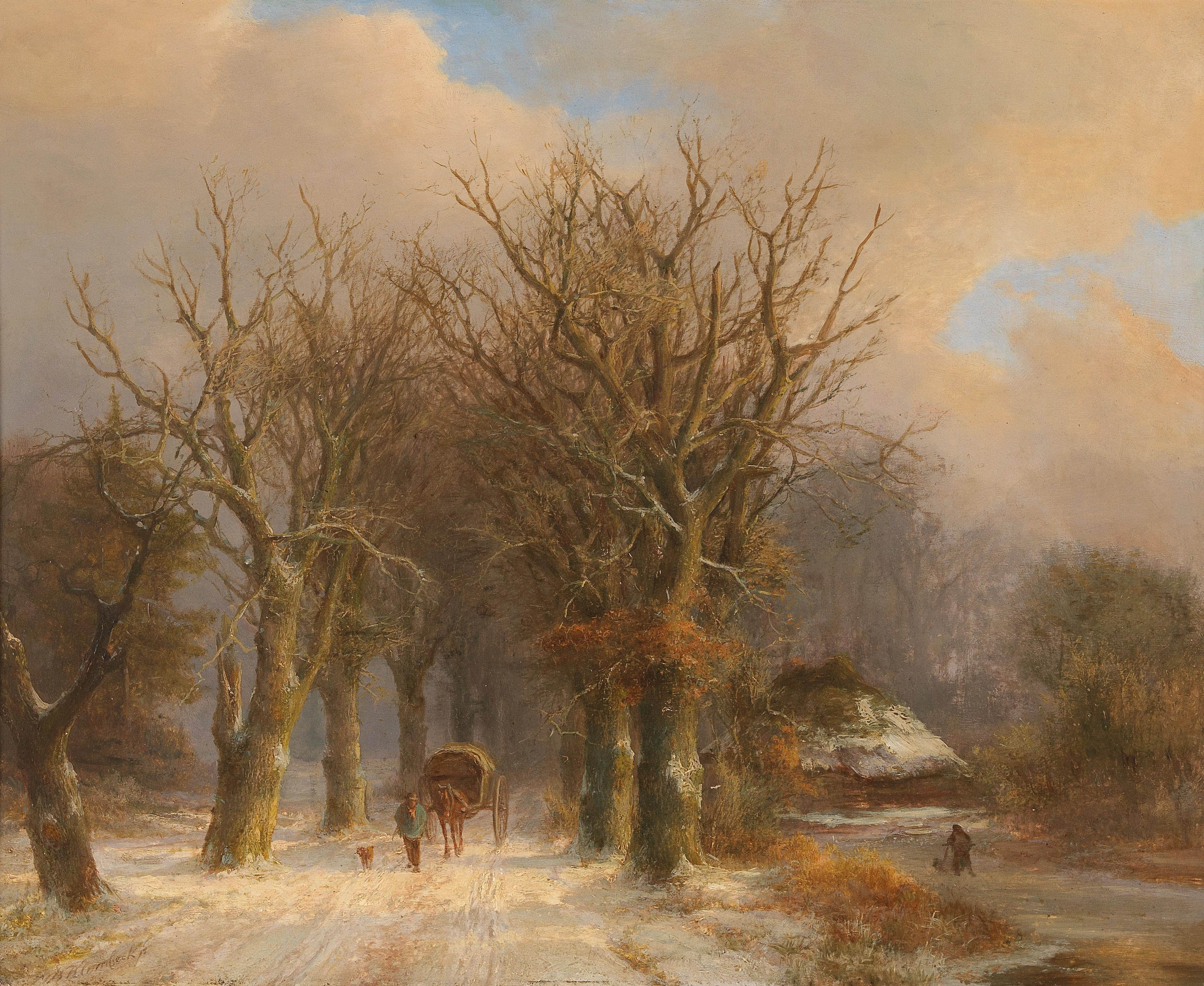
Paysage d'hiver avec cheval et calèche (avant 1893)
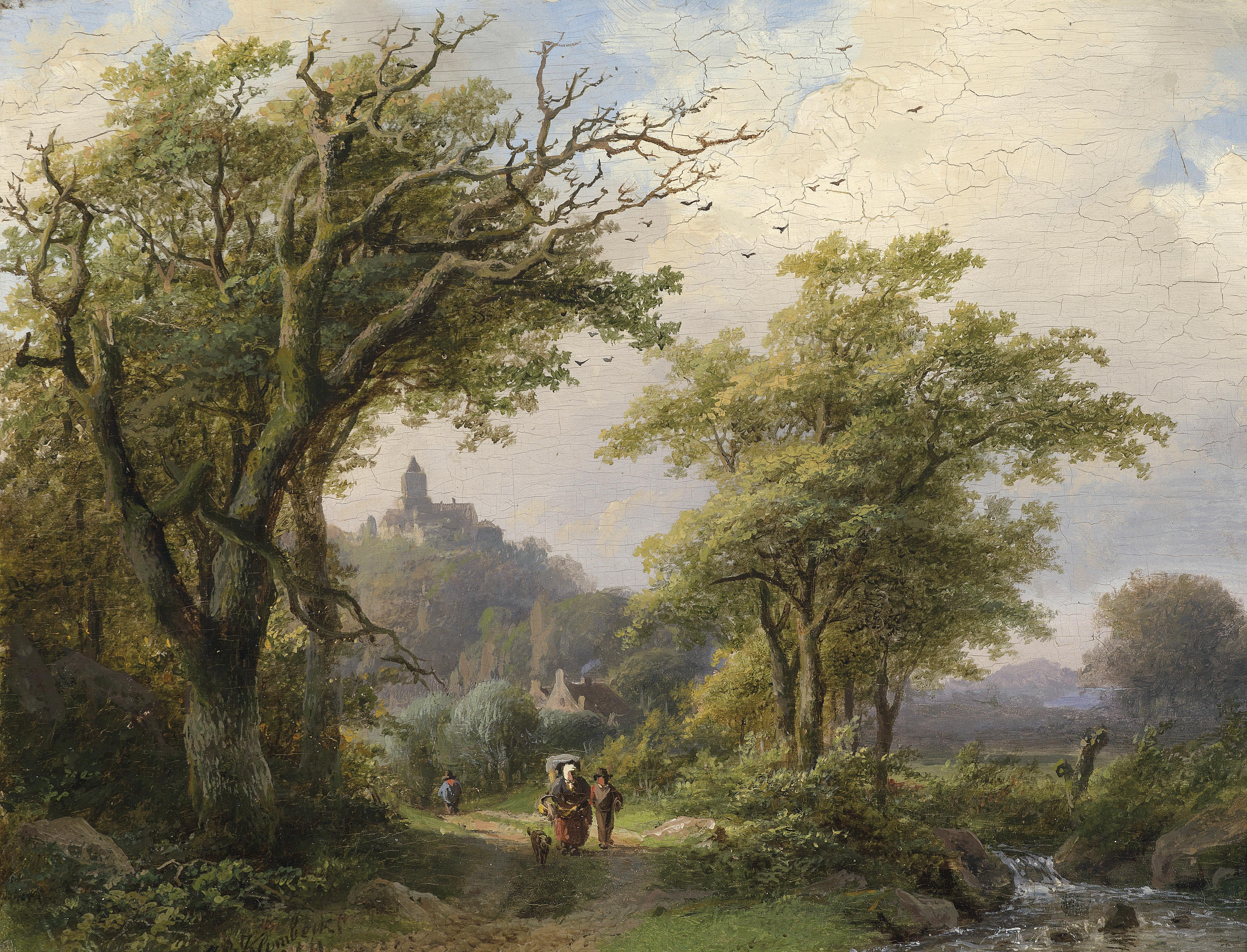
Randonneurs au bord du ruisseau (1854)

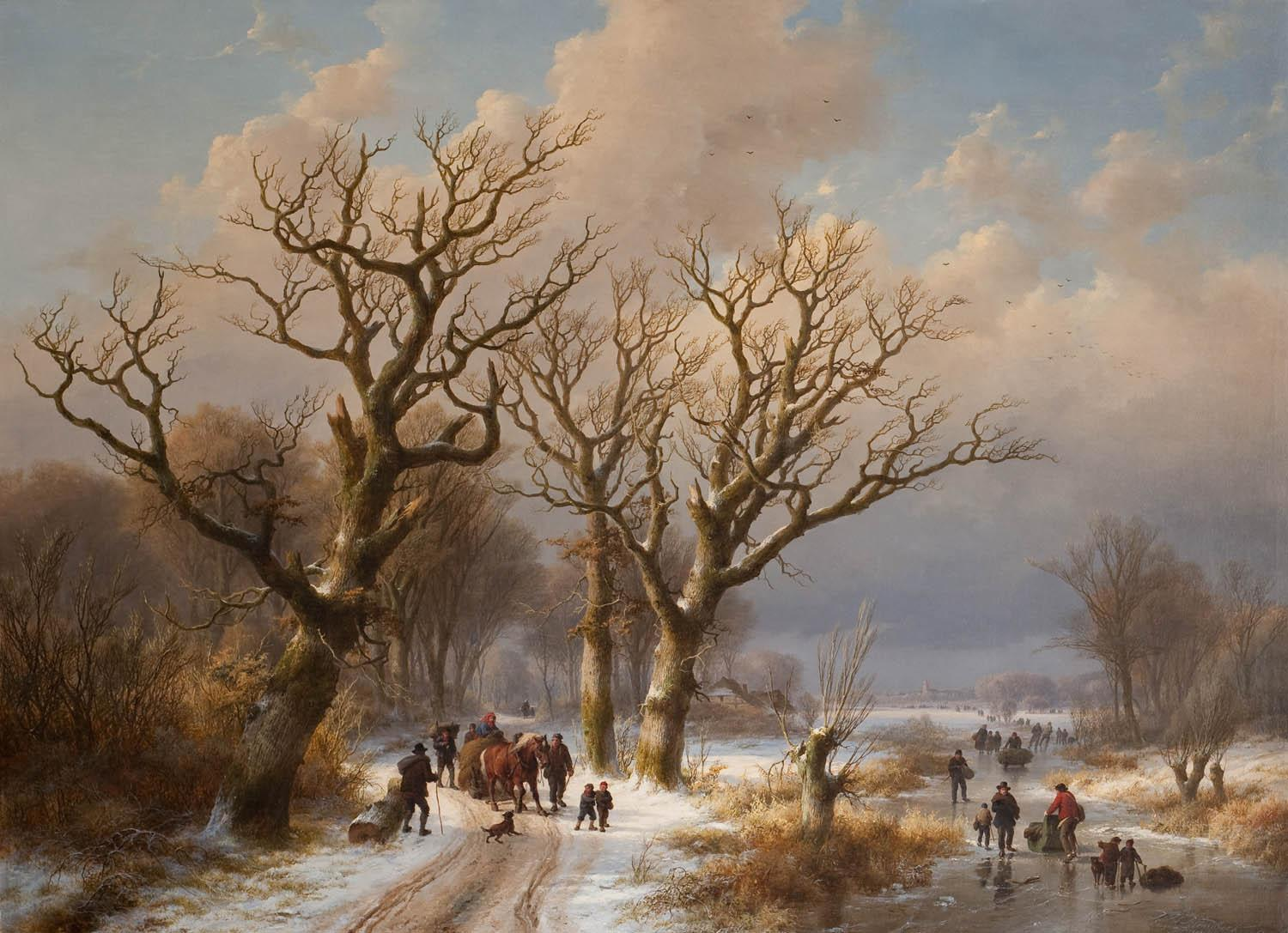
Paysage d'hiver (1863, avec Eugène Verboeckhoven)
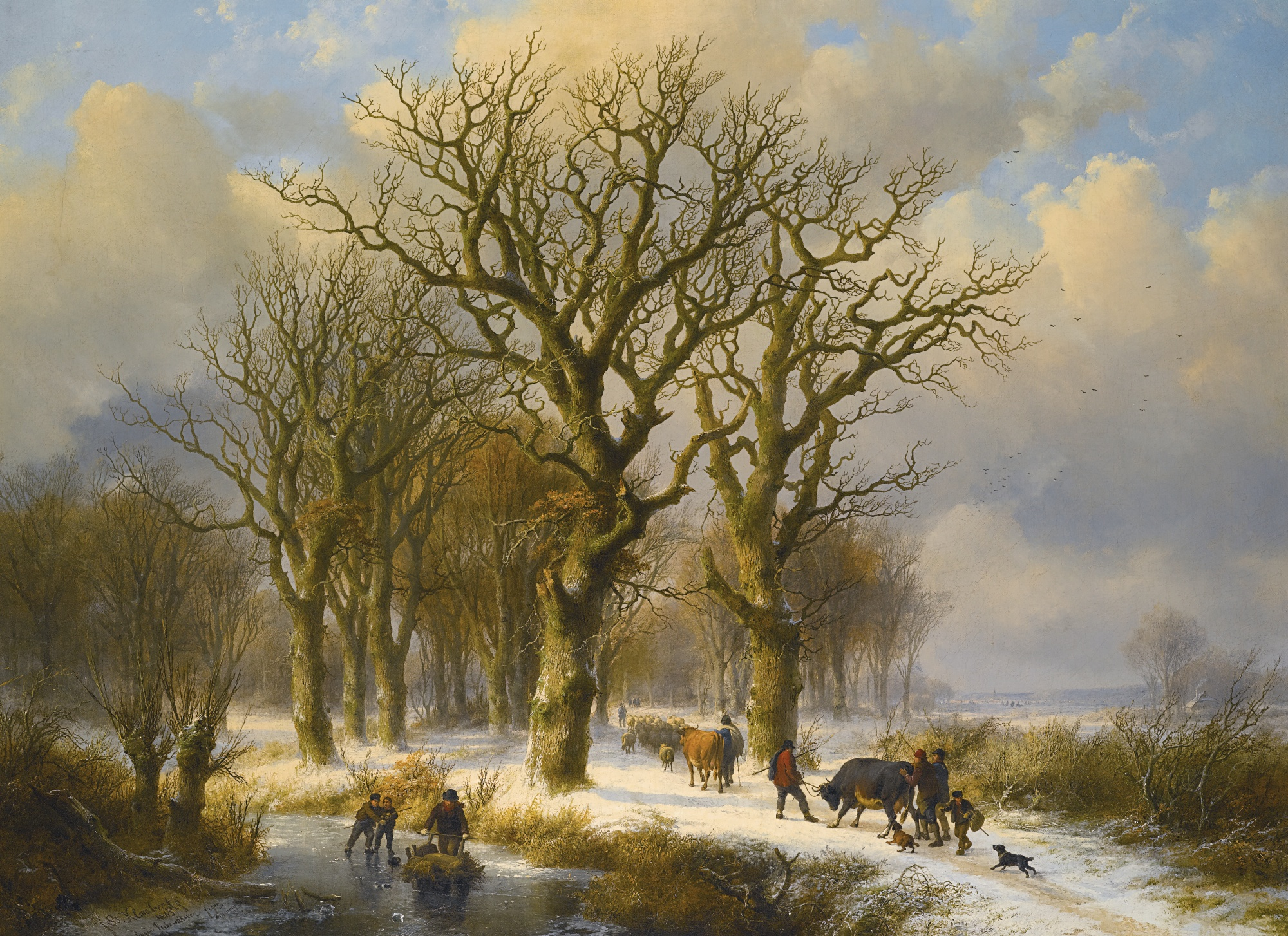
Paysage hivernal avec conducteurs de traîneau (1863, avec Eugène Verboeckhoven)